# Lasenius Kramp
Johannes Lasenius Kramp (født 5. maj 1808 i København, død 30. oktober 1876 på Frederiksberg) var en dansk snedkermester og håndværkerlærer, bror til Peter Christian Kramp.

## Uddannelse
Kramp var født i København, hvor hans fader, Frantz Sørensen Kramp (1771-1850), var snedkermester; moderen var Anne Christine Larsdatter Schiwe (1781-1836). Efter at være konfirmeret kom han i lære hos sin fader, og efter at være blevet svend tog han 1831 borgerskab som snedkermester. Samtidig med at han oplærtes i snedkerhåndværket, tog han alle præmierne i de Massmannske Skoler, gennemgik Kunstakademiets bygningsklasser og erhvervede sig i det hele gode boglige kundskaber. Havde han fulgt sin lyst, var han blevet student, nu nøjedes han med at tage den for at blive officer i Borgervæbningen nødvendige eksamen. Men den unge borgerløjtnant var en usædvanlig snedkermester. Han skrev sange, udgav en digtsamling (1834) og var aktivt medlem i et par dramatiske selskaber.

## Indsats for håndværkernes oplysning
Det varede imidlertid ikke længe, før hans livlighed fik bestemte mål. Han ville arbejde for håndværksstanden teoretiske uddannelse, og han tog fat inden for sit eget lav. 1837 stiftede han Foreningen af Snedkere til Kundskabernes Fremme i Professionens Theori (senere kaldet Snedkernes Tegneforening), som han med et kort mellemrum var formand for til 1844. Året før havde han oprettet Det tekniske Selskab, der 1. november 1843 åbnede den almindelige håndværkerlæreanstalt Det tekniske Institut, og her fik Kramp sin gerning for livet. Han ophørte med at være snedker og blev som inspektør det nævnte instituts leder.

## Stifter af Haandværkerforeningen
Der er imidlertid endnu en forening, der skylder Kramps initiativ sin oprettelse. Kramp ønskede at støtte håndværkerne på anden måde end ved at bibringe dem kundskaber, han ville samle dem til enig optræden i deres fælles interesser og da navnlig i kampen for den gamle, nedarvede lavsinstitution, der burde bevares. Og allerede 1840 havde han da stiftet Haandværkerforeningen i Kjøbenhavn, i hvilken der oprindelig kun kunne optages håndværket, og som skulle være en konservativ modvægt mod den i 1838 stiftede, friere Industriforening. Haandværkerforeningen, som hvis stadige sekretær Kramp udfoldede en ikke ringe virksomhed, trak dog som bekendt det korteste strå, den hindrede ikke Næringsloven af 1857, der fastslog almindelig næringsfrihed. Kramps store værk er og bliver Det tekniske Institut, og ved dettes jubilæum i 1868 hyldedes han derfor varmt (blev Ridder af Dannebrog), og det så meget mere, som han også havde været virksom for de tekniske skoler i provinserne, i hvilken anledning han allerede 1850 var blevet æresmedlem af Borger- og Håndværkerforeningen i Køge.
Også den i de Massmannske Søndagsskoler udrettede gerning stod han nær. 1849-55 var han direktør ved dem, 1855-75 deres sekretær og fra 1875 på ny direktør. På den tekniske undervisnings område kom der imidlertid nye strømninger op, og da en af Industriforeningen foranlediget komité, i hvilken Kramp for øvrigt havde sæde, førte til, at Det tekniske Selskabs Skole som en stor, statsunderstøttet centralskole for København afløste Det tekniske Institut, var Kramps gerning afsluttet. Han afgik med pension 1. oktober 1876 og døde allerede d. 30. samme år. En kreds af mænd, der repræsenterede Haandværkerforeningen og Det tekniske Selskab rejste et minde på hans grav og stiftede et legat og en medalje, der bærer hans navn. Da han 1847 tog sin afsked fra det borgerlige infanteri, fik han titel af krigsråd. Kort før sin død blev han Dannebrogsmand.
20. juli 1833 havde han ægtet Christiane Magdalene Frølich (24. januar 1809 i Udby, Ars Herred - 30. september 1889 i København), hvis fader var forpagter af hovedgården Egemarke ved Kalundborg.
Han er begravet på Assistens Kirkegård.

## Gengivelser
- Litografi af I.W. Tegner efter daguerreotypi, xylografi af H.P. Hansen 1868, efter samme
- Xylografi 1875 efter foto
- Portrætmaleri af Henrik Olrik udstillet 1875, kopi af H.C. Jensen (Haandværkerforeningen)
- Buste af Vilhelm Bissen (Haandværkerforeningen samt på graven)
- Xylografi 1876, efter dette stengravure samme år
- Medalje af Andreas Hansen 1908
- Fotografi af Budtz Müller & Co. (Det Kongelige Bibliotek)